# Vergeltung in Catano
Vergeltung in Catano (Originaltitel: Tierra de fuego) ist ein spanisch-deutscher Westernfilm aus dem Jahr 1965, den Jaime Jesús Balcázar inszenierte. Das auch als Land des Feuers gezeigte Werk erfuhr seine deutschsprachige Erstaufführung am 1. Oktober 1965.

## Handlung
Abel Dragna kommt mit seiner Bande nach Catano und findet im Sheriff seinen alten Kumpel Jess Kinley. In den folgenden Tagen probieren die Gangster aus, wie weit sie mit ihrem Terror den Bewohnern gegenüber gehen können. Da Jess nicht eingreift, werden sie brutaler und bringen einen Bürger in angeblicher Notwehr um. Der immer noch tatenlose Sheriff wird von den übrigen Bewohnern nun als jämmerlicher Feigling angesehen; einzig die Tochter des Stallmeisters, Anna-Lisa Schmidt, glaubt noch an ihn. Kurzzeitig herrscht Erleichterung, als die Bande die Stadt verlässt – bald kehrt sie aber mit in den Nachbarorten gestohlenen Goldsäcken wieder. Nun beschließt Jess, sich den Gangstern und somit seiner Vergangenheit zu stellen und gleichzeitig Catano zu beweisen, dass er kein Feigling ist. Als dann sogar Anna-Lisa bei einem Überfall verletzt wird, kann die Bevölkerung unter Jess’ Führung sich gegen die Banditen zur Wehr setzen und Dragna mitsamt seinen Leuten töten.

## Kritik
Das sei ein „harter Euro-Western nach gängigen Klischees, ohne jede psychologische Vertiefung“, schreibt das Lexikon des internationalen Films; Sandra Brennan bezeichnet ihn im „Rovi“ als „melodramatisch“. Joe Hembus bemerkt, der Regisseur und Hauptdarsteller Stevens sei „abgrundtief in die Wonnen der Destruktuion verliebt.“